# August Jilek
August Jilek (* 2. November 1949 in Mitterdorf im Mürztal, Österreich) ist ein deutscher Theologe und Hochschullehrer.

## Leben
Nach seiner Schulzeit studierte Jilek römisch-katholische Theologie. Nach seinem Studium war Jilek viele Jahre in der pastoralen Praxis als Pastoralreferent in den Diözesen Basel und München-Freising tätig. Jilek war von 1984 bis 1990 Hochschullehrer an der Katholischen Fachhochschule Mainz und ist seit 1990 als Professor am Lehrstuhl für Liturgiewissenschaft an der Universität Regensburg tätig, seit 2004 jedoch ohne kirchliche Lehrerlaubnis. Des Weiteren ist Jilek ständiger Diakon des Bistums Mainz. Er ist verheiratet und hat zwei Söhne.

## Wirken
Jileks Tätigkeits- und Forschungsschwerpunkt sind liturgische Aspekte der römisch-katholischen Theologie. Er engagiert sich als Berater amtskirchenkritischer Priester. Jilek ist des Weiteren bei den Aufhausener LiturgieTagen engagiert, wo in Zusammenarbeit mit dem Aufhausener Institut für PastoralLiturgik e. V. (A•I•P•L) Priester, Diakone, Gemeinde- und Pastoralreferentinnen bzw. -referenten, Religionslehrerinnen und -lehrer sowie alle interessierten Laien weitergebildet werden. Jilek betreibt den Liturgieverlag A. E. Jilek.

## Entzug der kirchlichen Lehrerlaubnis
Nach einem Streit mit dem Regensburger Bischof Gerhard Ludwig Müller wurde Jilek vom Bistum Regensburg 2004 die Lehrbefugnis entzogen, da Jilek in einem Brief erwogen hatte, aus der katholischen Kirche auszutreten. Am 4. November 2009 erklärte die bischöfliche Pressestelle des Bistums Regensburg, dass Jilek aufgrund „fehlender Einsicht in Grunddaten des katholischen Glaubens“ nicht für die katholische Kirche sprechen könne.

## Schriften (Auswahl)
- Initiationsfeier und Amt. Ein Beitrag zur Struktur und Theologie der Ämter und des Taufgottesdienstes in der frühen Kirche (Traditio Apostolica, Tertullian, Cyprian). Frankfurt a. M. 1979 (EHS.T 130).
- Das Brotbrechen. Eine Einführung in die Eucharistiefeier. Regensburg 1994 (Kleine Liturgische Bibliothek 2).
- Eintauchen – Handauflegen – Brotbrechen. Eine Einführung in die Feiern von Taufe, Firmung und Erstkommunion. Regensburg 1996 (Kleine Liturgische Bibliothek 3).
- Basiswissen Christliche Liturgie. Für Religionslehrerinnen und Lehrer. Für ehrenamtliche Mitarbeiterinnen und Mitarbeiter in Pfarreien. Aufhausen 2000, ISBN 3-935400-00-4.